# Tournoi asiatique des Cinq Nations de rugby à XV 2011
Navigation
Tournoi 2010 Tournoi 2012
Le Tournoi asiatique des Cinq Nations 2011 est la quatrième édition du Tournoi asiatique des Cinq Nations, compétition annuelle de rugby à XV qui voit s'affronter les nations membres de l'Asian Rugby Football Union. Les 23 pays participants sont répartis en six divisions continentales, dont la première est appelée Top 5. Un système de promotions et de relégations existe entre les divisions continentales.

## Participants
23 équipes participent à cette édition.
| Top 5 - Japon - Kazakhstan - Hong Kong - Émirats arabes unis - Sri Lanka | Division 1 - Corée du Sud - Singapour - Malaisie - Philippines | Division 2 - Taipei chinois - Thaïlande - Inde - Iran |

| Division 3 - Chine - Pakistan - Guam - Indonésie | Division 4 - Jordanie - Ouzbékistan - Liban - Qatar | Division 5 - Laos - Cambodge |

Les équipes du  Kirghizistan, de  Brunei et de  Mongolie n'ont pas participé à cette compétition

## Top 5
Les quatre premiers de l'édition 2010 (Japon, Kazakhstan, golfe Persique, Hong Kong) sont rejoints par le vainqueur de la Division 1, le Sri Lanka.
Le Japon remporte la compétition pour la quatrième année consécutive. La Sri Lanka est reléguée en première division.

### Classement
| Rang | Nation              | J | V | N | D | Bo | Bd | Pm  | Pe  | Diff | Pts |
| ---- | ------------------- | - | - | - | - | -- | -- | --- | --- | ---- | --- |
| 1    | Japon (T)           | 4 | 4 | 0 | 0 | 4  | 0  | 307 | 35  | +272 | 24  |
| 2    | Hong Kong           | 4 | 3 | 0 | 1 | 2  | 0  | 155 | 61  | +94  | 17  |
| 3    | Émirats arabes unis | 4 | 1 | 1 | 2 | 0  | 0  | 40  | 196 | -156 | 8   |
| 4    | Kazakhstan          | 4 | 1 | 0 | 3 | 1  | 0  | 54  | 126 | -72  | 6   |
| 5    | Sri Lanka           | 4 | 0 | 1 | 3 | 0  | 0  | 47  | 185 | -138 | 3   |

|  | Vainqueur du tournoi (no 1).                      |
|  | Relégué en Division 1 pour le tournoi 2012 (no 5) |
|  | T, tenant du titre 2010.                          |

Attribution des points : Cinq points sont attribués pour une victoire, trois points pour un match nul, aucun point en cas de défaite. Un point de bonus est accordé à l'équipe qui marque au moins quatre essais ou qui perd par moins de huit points.

### Résultats
Première journée
| 23 avril 2011 | Colombo | Sri Lanka  | 13 – 13 | Émirats arabes unis |
| 23 avril 2011 | Almaty  | Kazakhstan | 10 – 23 | Hong Kong           |

Deuxième journée
| 29 avril 2011 | Abou Dabi | Émirats arabes unis | 24 – 10 | Kazakhstan |
| 30 avril 2011 | Hong Kong | Hong Kong           | 22 – 45 | Japon      |

Troisième journée
| 7 mai 2011 | Bangkok | Kazakhstan | 0 – 61 | Japon     |
| 7 mai 2011 | Colombo | Sri Lanka  | 3 – 48 | Hong Kong |

Quatrième journée
| 13 mai 2011 | Dubaï  | Émirats arabes unis | 0 – 111 | Japon     |
| 14 mai 2011 | Almaty | Kazakhstan          | 34 – 18 | Sri Lanka |

Cinquième journée
| 21 mai 2011 | Colombo   | Japon     | 90 – 13 | Sri Lanka           |
| 21 mai 2011 | Hong Kong | Hong Kong | 62 – 3  | Émirats arabes unis |

## Division 1
La Corée du Sud, relégué du Top 5 en 2010, affronte Singapour, la Malaisie et les Philippines, promue de division 2, en première division du tournoi des cinq nations asiatique. La compétition se joue en matchs à élimination directe. La Corée du Sud remporte la compétition et est promu en Top 5 pour la saison 2012. La Malaisie est relégué en deuxième division.
|  | Demi-finales        | Demi-finales        |                        |    | Finale            | Finale            |
|  | Demi-finales        | Demi-finales        |                        |    | Finale            | Finale            |
|  |                     |                     |                        |    |                   |                   |
|  | le 1er juin à Ansan | le 1er juin à Ansan |                        |    | le 4 juin à Ansan | le 4 juin à Ansan |
|  | le 1er juin à Ansan | le 1er juin à Ansan |                        |    | le 4 juin à Ansan | le 4 juin à Ansan |
|  | Singapour           | 52                  |                        |    | le 4 juin à Ansan | le 4 juin à Ansan |
|  | Singapour           | 52                  |                        |    | le 4 juin à Ansan | le 4 juin à Ansan |
|  | Malaisie            | 17                  |                        |    | le 4 juin à Ansan | le 4 juin à Ansan |
|  | Malaisie            | 17                  | Singapour              | 19 |                   |                   |
|  | le 1er juin à Ansan |                     | Singapour              | 19 |                   |                   |
|  |                     | Corée du Sud        | 58                     |    |                   |                   |
|  | Corée du Sud        | Corée du Sud        | 58                     | 34 |                   |                   |
|  | Corée du Sud        |                     |                        | 34 |                   |                   |
|  | Philippines         | 20                  |                        |    |                   |                   |
|  | Philippines         | 20                  | Match pour la 3e place |    |                   |                   |
|  |                     |                     |                        |    |                   |                   |
|  | le 4 juin à Ansan   |                     |                        |    |                   |                   |
|  |                     |                     |                        |    |                   |                   |
|  | Malaisie            | 20                  |                        |    |                   |                   |
|  | Malaisie            | 20                  |                        |    |                   |                   |
|  | Philippines         | 86                  |                        |    |                   |                   |
|  | Philippines         | 86                  |                        |    |                   |                   |

## Division 2
Taïwan, reléguée de Division 1 en 2010, affronte l'Inde, la Thaïlande et le promu l'Iran. La compétition se joue en matchs à élimination directe. Taïwan remportent la compétition et retourne en Division 1 pour la saison 2012. L'Inde est reléguée en troisième division.
|  | Demi-finales       | Demi-finales       |                        |    | Finale             | Finale             |
|  | Demi-finales       | Demi-finales       |                        |    | Finale             | Finale             |
|  |                    |                    |                        |    |                    |                    |
|  | le 4 mai à Bangkok | le 4 mai à Bangkok |                        |    | le 7 mai à Bangkok | le 7 mai à Bangkok |
|  | le 4 mai à Bangkok | le 4 mai à Bangkok |                        |    | le 7 mai à Bangkok | le 7 mai à Bangkok |
|  | Taipei chinois     | 34                 |                        |    | le 7 mai à Bangkok | le 7 mai à Bangkok |
|  | Taipei chinois     | 34                 |                        |    | le 7 mai à Bangkok | le 7 mai à Bangkok |
|  | Iran               | 31                 |                        |    | le 7 mai à Bangkok | le 7 mai à Bangkok |
|  | Iran               | 31                 | Taipei chinois         | 22 |                    |                    |
|  | le 4 mai à Bangkok |                    | Taipei chinois         | 22 |                    |                    |
|  |                    | Thaïlande          | 10                     |    |                    |                    |
|  | Inde               | Thaïlande          | 10                     | 24 |                    |                    |
|  | Inde               |                    |                        | 24 |                    |                    |
|  | Thaïlande          | 37                 |                        |    |                    |                    |
|  | Thaïlande          | 37                 | Match pour la 3e place |    |                    |                    |
|  |                    |                    |                        |    |                    |                    |
|  | le 7 mai à Bangkok |                    |                        |    |                    |                    |
|  |                    |                    |                        |    |                    |                    |
|  | Iran               | 30                 |                        |    |                    |                    |
|  | Iran               | 30                 |                        |    |                    |                    |
|  | Inde               | 19                 |                        |    |                    |                    |
|  | Inde               | 19                 |                        |    |                    |                    |

## Division 3
Cette division voit s'affronter la Chine descendu de la division 2, le Pakistan, Guam et l'Indonésie. La Chine remporte la compétition et monte en Division 2. Le Pakistan descend en division 4.
|  | Demi-finales         | Demi-finales         |                        |    | Finale               | Finale               |
|  | Demi-finales         | Demi-finales         |                        |    | Finale               | Finale               |
|  |                      |                      |                        |    |                      |                      |
|  | le 22 juin à Jakarta | le 22 juin à Jakarta |                        |    | le 25 juin à Jakarta | le 25 juin à Jakarta |
|  | le 22 juin à Jakarta | le 22 juin à Jakarta |                        |    | le 25 juin à Jakarta | le 25 juin à Jakarta |
|  | Pakistan             | 10                   |                        |    | le 25 juin à Jakarta | le 25 juin à Jakarta |
|  | Pakistan             | 10                   |                        |    | le 25 juin à Jakarta | le 25 juin à Jakarta |
|  | Guam                 | 37                   |                        |    | le 25 juin à Jakarta | le 25 juin à Jakarta |
|  | Guam                 | 37                   | Guam                   | 18 |                      |                      |
|  | le 22 juin à Jakarta |                      | Guam                   | 18 |                      |                      |
|  |                      | Chine                | 28                     |    |                      |                      |
|  | Chine                | Chine                | 28                     | 32 |                      |                      |
|  | Chine                |                      |                        | 32 |                      |                      |
|  | Indonésie            | 23                   |                        |    |                      |                      |
|  | Indonésie            | 23                   | Match pour la 3e place |    |                      |                      |
|  |                      |                      |                        |    |                      |                      |
|  | le 25 juin à Jakarta |                      |                        |    |                      |                      |
|  |                      |                      |                        |    |                      |                      |
|  | Pakistan             | 19                   |                        |    |                      |                      |
|  | Pakistan             | 19                   |                        |    |                      |                      |
|  | Indonésie            | 20                   |                        |    |                      |                      |
|  | Indonésie            | 20                   |                        |    |                      |                      |

## Division 4
Cette division voit s'affronter l'Ouzbékistan, la Jordanie, et pour la première fois en compétition le Qatar et le Liban. Le Kirghizistan et la Mongolie ont déclaré forfait pour cette compétition. Le Qatar remporte la compétition. L'Ouzbékistan descend en cinquième division.
|  | Demi-finales      | Demi-finales      |                        |    | Finale            | Finale            |
|  | Demi-finales      | Demi-finales      |                        |    | Finale            | Finale            |
|  |                   |                   |                        |    |                   |                   |
|  | le 11 mai à Dubaï | le 11 mai à Dubaï |                        |    | le 13 mai à Dubaï | le 13 mai à Dubaï |
|  | le 11 mai à Dubaï | le 11 mai à Dubaï |                        |    | le 13 mai à Dubaï | le 13 mai à Dubaï |
|  | Ouzbékistan       | 15                |                        |    | le 13 mai à Dubaï | le 13 mai à Dubaï |
|  | Ouzbékistan       | 15                |                        |    | le 13 mai à Dubaï | le 13 mai à Dubaï |
|  | Liban             | 34                |                        |    | le 13 mai à Dubaï | le 13 mai à Dubaï |
|  | Liban             | 34                | Liban                  | 14 |                   |                   |
|  | le 11 mai à Dubaï |                   | Liban                  | 14 |                   |                   |
|  |                   | Qatar             | 29                     |    |                   |                   |
|  | Jordanie          | Qatar             | 29                     | 8  |                   |                   |
|  | Jordanie          |                   |                        | 8  |                   |                   |
|  | Qatar             | 26                |                        |    |                   |                   |
|  | Qatar             | 26                | Match pour la 3e place |    |                   |                   |
|  |                   |                   |                        |    |                   |                   |
|  | le 13 mai à Dubaï |                   |                        |    |                   |                   |
|  |                   |                   |                        |    |                   |                   |
|  | Ouzbékistan       | 14                |                        |    |                   |                   |
|  | Ouzbékistan       | 14                |                        |    |                   |                   |
|  | Jordanie          | 17                |                        |    |                   |                   |
|  | Jordanie          | 17                |                        |    |                   |                   |

## Division 5
La compétition se joue en match aller/retour entre le Laos et le Cambodge à la suite de la non participation de Brunei. Le premier match est à Phnom Penh, le second à Vientiane. Le Laos remporte les deux matches et monte en quatrième division.
| Le 16 juillet | Cambodge | 19 – 21 | Laos     |
| Le 30 juillet | Laos     | 11 – 7  | Cambodge |